# Treffentrill

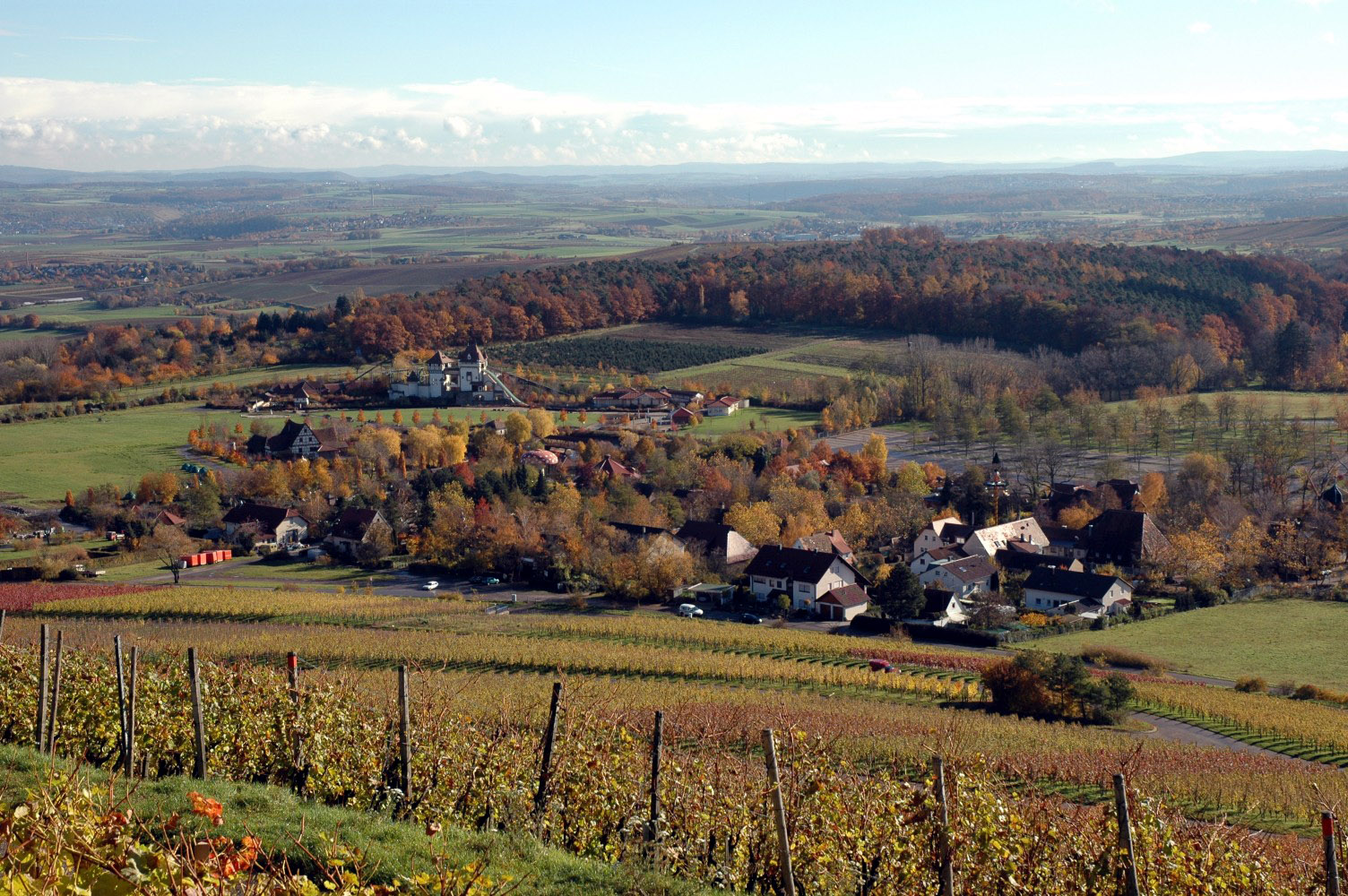
Blick vom Michaelsberg auf Treffentrill mit Erlebnispark Tripsdrill

Treffentrill ist ein zu Cleebronn im Landkreis Heilbronn im nördlichen Baden-Württemberg gehöriger Weiler. Der Ort besteht im Wesentlichen aus dem Erlebnispark Tripsdrill.

## Geschichte
Die Namen Treffentrill und Tripsdrill gehen nach älterer Ansicht auf den römischen Hauptmann Trepho zurück, der den Ort Trephonis Truilla genannt habe. Zumindest wurde in der Nähe ein entsprechend beschrifteter Stein gefunden. Die jüngere Forschung leitet den Namen eher daher ab, dass der Trips oder Trefz genannte wilde Hafer einst an jener Stelle durch Drillen verarbeitet worden wäre.
Im Mittelalter befand sich auf dem Gebiet von Treffentrill der Ort Meginheim (erwähnt 793), später lag dort ein Ort namens Rauhenklingen, der um das Jahr 1500 abgegangen ist. 1576 wird urkundlich erwähnt, dass an der Stelle von Rauhenklingen jetzo Baumgärten, Äcker und Weinberge sind. 1685 wird für dieselbe Hofstatt im Lagerbuch angemerkt, dass sich dort vor Zeiten ein Weiler oder Dörflin, Treffentrill genannt befunden haben soll. Dieselbe Anmerkung findet sich auch in einer Bitte um Ansiedlung einiger Bürger aus Groß- und Kleinsachsenheim beim württembergischen Herzog Eberhard von 1724. Einen urkundlichen Beleg für das einstige Dorf gibt es jedoch nicht.
Im Jahr 1798/99 griff Friedrich Schleeweiß den Namen Treffentrill auf und benannte so seinen am Fuße des Michaelsbergs an der fraglichen Stelle erbauten Hof. Schleeweiß wanderte bald nach Errichtung des Hofes vorübergehend nach Russland aus, so dass der Hof bereits kurz nach Gründung von wenig begüterten Familien aus den umliegenden Orten Freudental, Hessigheim, Gündelbach und Bönnigheim bewirtschaftet wurde. Erst geraume Zeit später nahm der Ort durch die Ansiedlung einer Bleicherei und eines Waschhauses einen bescheidenen Aufschwung. Außerdem entstand dort die Mühle Belz, die nach ihrem Besitzer benannt wurde, zum Putzen von Getreide diente und von Eduard Mörike in einem Gedicht als Pelzmühle bezeichnet wurde.
Die Mühle wurde ursprünglich im Handbetrieb betrieben und wies keine Flügel oder Wasserräder auf. Nachdem die Mühle im Jahr 1910 auf Wasserbetrieb umgestellt worden war, wurde sie durch den Besitzer Eugen Fischer im Jahr 1929 mit vier dekorativen Mühlenflügeln versehen, außerdem baute er auch eine kleine Rutschbahn an. 1946 wurde das Anwesen durch Blitzschlag vernichtet. Bis 1950 entstand eine neue, größere Mühle, auf die der heutige Erlebnispark Tripsdrill zurückgeht, der 1971 um das Wildparadies Tripsdrill ergänzt wurde.
In den Jahren 1935 und 1950 gab es Anträge der Gemeinde, den Weiler von Treffentrill zu Tripsdrill umzubenennen, diesen wurde  jedoch nicht stattgegeben.